# 巴特勒 (密蘇里州)
巴特勒（英語：Butler）是位於美國密蘇里州貝茨縣的城市。同時該地也是貝茨縣的縣治。

## 人口
根據2020年美國人口普查的數據，巴特勒的面積為10.56平方千米，當中陸地面積為10.53平方千米，而水域面積為0.02平方千米。當地共有人口4220人，而人口密度為每平方千米400人。